# Coudray-Rabut

Coudray-Rabut este o comună în departamentul Calvados, Franța. În 2015 avea o populație de 321 de locuitori.